# Volkspark Schönholzer Heide
Der Volkspark Schönholzer Heide im Berliner Ortsteil Niederschönhausen, Ortslage Schönholz, ist ein weitgehend naturbelassener, hügeliger Waldpark mit einer Fläche von etwa 35 Hektar. Es ist ein Rest des vormals großen geschlossenen Waldgebietes (Schönhauser Fichten) bis hin zur Jungfernheide.

## Geschichte
Anfang der 1750er Jahre kaufte Königin Elisabeth Christine hier Land für eine Maulbeerplantage. Als Gattin Friedrichs II. war sie von diesem auf das Schloss Schönhausen in Niederschönhausen verbannt worden. Die organisatorisch zum Schlosspark Niederschönhausen gehörende Plantage wurde Königin-Plantage genannt.
Ab 1763 siedelte die Königin am Rand der Plantage zwölf Kolonisten, Leineweber und Tuchmacher aus Sachsen und Thüringen, eventuell auch aus Schwaben, an. Auf diese Zeit nimmt der Tuchmacherweg Bezug.

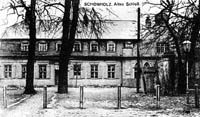
Altes Schloss in der Schönholzer Heide

Die Kolonie trug ab 1791 den Namen Schönholz und ab Mitte des 19. Jahrhunderts entwickelte sich die Königin-Plantage zu einem kleinen Gut. Hier wurde um 1800 das später „Altes Schloß“ genannte, reich ausgestattete Gutshaus gebaut, in dem 1872 bis 1884 die Höhere Mädchenschule von Henriette Jenrich untergebracht wurde. Die Berliner Schützengilde ließ es Anfang des 20. Jahrhunderts weitgehend abreißen.
Der Friedhof Pankow V am Tuchmacherweg geht auf die Kolonistensiedlung zurück und wurde im August 2007 ohne Nachbeisetzungsrecht geschlossen, sodass diese Fläche ab 2037 frei nutzbar wird.
Bodenspekulationen und weitreichende Bebauungspläne, ausgelöst durch den Bauboom der Gründerzeit, bedrohten um die Jahrhundertwende den Waldbestand der Heide. Das Gelände sollte parzelliert und verkauft werden. Mit der Unterstützung des damaligen Pankower Bürgermeisters Wilhelm Kuhr konnte der zur Rettung der Heide gegründete Bürgerverein „Rettet die Heide“ das Abholzen stoppen und die Heide in ihren Ursprüngen erhalten.
Ab Ende des 19. Jahrhunderts entwickelte sich die Schönholzer Heide zu einem beliebten Ausflugsziel, begünstigt durch ihre Lage an der 1877 eröffneten Berliner Nordbahn. Die Gemeinde Pankow erwarb im Juni 1906 den Forstfiskus in der Schönholzer Heide, um dort einen Friedhof mit Beamtenwohnhaus anzulegen. Infolgedessen entbrach jedoch ein Streit, da der Amtsvorsteher der angrenzenden Gemeinde Niederschönhausen der Gemeinde Pankow die Bauerlaubnis verweigerte, mit der Auflage, dass die Gemeinde Pankow sich vorher verpflichte die Straße längs der Nordbahn, die Straße Am Bürgerpark, sowie die Straße vom Kirchhof zum Schloss Schönholz zu pflastern oder sich an den anfallenden Kosten von 70.000 Mark (kaufkraftbereinigt in heutiger Währung: rund 523.000 Euro) zu beteiligen. Die Gemeinde Pankow beteiligte sich letztendlich mit 36.000 Mark an der Straßenregulierung der Straße Am Bürgerpark.

Ballsaal des Schlosses Schönholz

Im Zuge der Eingemeindung von Niederschönhausen und Schönholz nach Berlin 1920 wurde die Schönholzer Heide umgestaltet. Neben Restaurants und der Schießanlage gab es nun auch Tennisplätze und einen Fußballplatz. Um 1927/1928 entstand aus dem Aushub des Baus der Verlängerung der damaligen U-Bahn-Stammlinie nach Pankow ein Rodelberg. Die neugebaute Gaststätte Schloß Schönholz wurde unter Nutzung der Reste des alten Gutshauses eingerichtet und vor allem um einen großen Saalbau erweitert.
Eine Schaustellergemeinschaft, die nach der Schließung des Lunaparks in Halensee 1936 ein neues Festgelände suchte, mietete hier von der Berliner Schützengilde ein Areal und eröffnete den Vergnügungspark Traumland, zu dessen Hauptattraktion die 18 Meter hohe Himalayabahn gehörte. Des Weiteren gab es u. a. ein Riesenrad, einen Tanzpavillon, die Bayernhalle von Franziskaner Bräu in München sowie die Traumstadt Liliput, die, in der damaligen Zeit nicht unüblich, kleinwüchsige Menschen in einer Miniaturwelt zur Schau stellte.
Mit Beginn des Zweiten Weltkriegs, ab 1940, diente der Luna-Park als „Luna-Lager“ für ausländische Zwangsarbeiter. Das Lager entstand auf Initiative der Deutschen Waffen- und Munitionsfabriken AG und wurde das zweitgrößte Lager innerhalb Berlins. Die hier untergebrachten Ausländer wurden je nach ihrer Herkunftsnation gegliedert vorrangig zur Zwangsarbeit in den Bergmann Elektrizitätswerken in Wilhelmsruh und für NS-Rüstungsbetriebe in Reinickendorf eingesetzt. Neben den Baracken wurde das Schloß Schönholz selbst als „Polenlager Schönholz“ eingerichtet.
Im Jahr 1943 entstand Flächenbedarf für die innerstädtischen Bombenopfer. Der Städtische Friedhof Pankow VI auf einer großen Parkfläche nördlich der heutigen Hermann-Hesse-Straße hinter der Schießanlage wurde angelegt. Als 1946 keine weiteren Kriegsopfer beigesetzt werden mussten, wurde er teilweise und im Jahr 1981 endgültig geschlossen. Die Nutzung endete 2006, seit 2016 ist die Fläche für eine Folgenutzung frei.
Zwischen 1945 und 1947 diente die Schönholzer Heide der Roten Armee als Lagerplatz für demontierte Fabrikausrüstungen.

## Anlagen im Volkspark

### Sportstätten

Schönholzer Heide, Schießanlage und Schloss, 1932

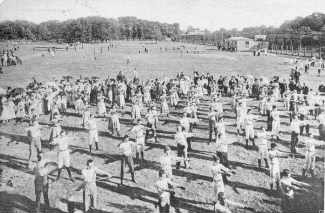
Sportler auf der Sportwiese in der Schönholzer Heide

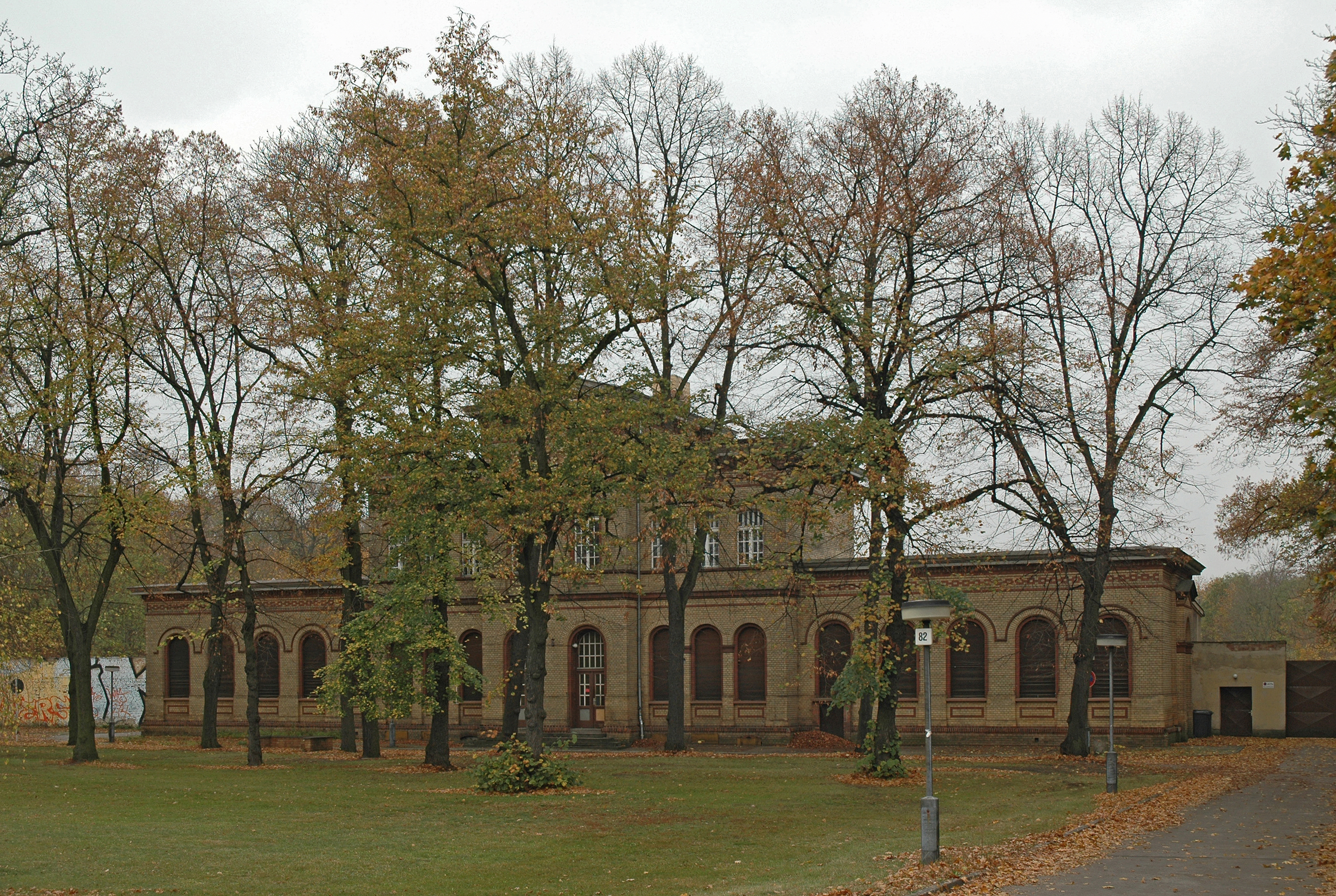
Schützenhaus

Die weiträumigen Wiesen wurden umfangreich von Bürgern aus Berlin und Pankow genutzt. 1890 fanden die ersten Berliner Feiern zum 1. Mai in der Schönholzer Heide statt. Ende des 19. Jahrhunderts wurde Schönholz als Ausflugsort durch seine Lage an der Berliner Nordbahn bekannt.
Hier traf sich die Berliner Schützengilde von 1433 auf ihrem Schießplatz. Die Schützengilde hatte 1880 das Gutsgelände mit dem alten Schloss Schönholz für 240.000 Mark (kaufkraftbereinigt in heutiger Währung: rund 2,16 Millionen Euro) erworben. Ihr bisheriges Domizil in der Berliner Linienstraße konnte sie seinerzeit für 1,31 Millionen Mark (heute: rund 11,81 Millionen Euro) verkaufen. Somit ließ sich der Bau eines exzellent ausgestatteten Schützenhauses samt Schießplatz finanzieren. 1884 wurde der Platz eingeweiht. 1890 fand auch in diesen Schießanlagen  das 10. Deutsche Bundesschießen statt. Das Schützenhaus und das Schloss wurden im Zweiten Weltkrieg bei alliierten Luftangriffen ausgebombt und das 26 Hektar große Schießgelände von den Behörden beschlagnahmt. Nach der deutschen Wiedervereinigung wurde das Gelände der Schützengilde nicht rücküberschrieben. Die Mitglieder neu gegründeter Vereine, so auch des Schützenvereins Schönholzer Heide e. V. trainieren seit 1991 auf dem Gelände.
Die Pankower Lawn-Tennis-Vereinigung bildete sich 1896, die dann am 28. September 1899 in den Verein für Bewegungsspiele (VfB) Pankow aufging. Der Akademische Turnverein (A.T.V.) hatte in der Schönholzer Heide seine Spielstätte. Die Fußballer des VfB Pankow hatten in den 1920er und 1930er Jahren hier ihren Fußballplatz.

### FilmstudioIfa

Aktie der Ifa

Das Schloß Schönholz wurde vom Filmregisseur und Produzenten Robert Meinert für die von ihm im November 1921 mitbegründete Internationale Film A. G. (Ifa) zu einem Kunstlicht-Atelier umgebaut, in dem Stummfilme produziert wurden.
Im Jahr 1922 wurde der Stummfilm Marie Antoinette (Das Leben einer Königin) von Rudolf Meinert produziert. Nach der erfolgreichen Zensur vom 21. Oktober 1922 wurde der 3134 Meter lange Film (etwa 67 Minuten) im Berliner Kino Alhambra am Kurfürstendamm uraufgeführt.
Im Sommer 1928 entstand im Ifa-Atelier unter der Regie von Max Mack nach dem System Tri-Ergon der erste Sprech-Spielfilm. Sein Titel ist Ein Tag Film. Er wurde am 11. September 1928 von der Zensur genehmigt und am 12. September im Berliner Mozartsaal mit einer Länge von 552 Metern (20 Minuten) voraufgeführt. Die eigentliche Uraufführung war am 11. Oktober 1928 in den Terra-Lichtspielen in Frankfurt am Main. Nach dem Konkurs der Ifa im November 1928 wurde das Atelier nicht mehr genutzt.

### Gedenkstätten

Gräberstätte in der Schönholzer Heide

In der Nähe eines zum Ende des Zweiten Weltkriegs genutzten oberirdischen Bunkers, der zum Zwangsarbeiterlager gehörte, befindet sich auf einem umzäunten und mit Efeu bewachsenen Areal der Ehrenhain für Opfer von Krieg und Gewaltherrschaft mit Dauerruherecht. Auf diesem vormaligen Teil des Friedhofs Pankow VI befinden sich 352 Einzelgrabstätten von Zwangsarbeitern, aber auch Pankower Kriegsopfern. Hier ruhen Pankower Zivilisten, Angehörige des Volkssturms und ein SS-Mann als Bombenopfer der Wachmannschaft des Lagers.
Im westlichen Abschnitt des Parks jenseits der Germanenstraße wurde 1949 das Sowjetische Ehrenmal Schönholz mit 13.200 Einzelgrabstätten eingerichtet. Die Toten wurden aus umliegenden Grabstellen hierher umgebettet und zusammengelegt. Die Anzahl der Bestatteten wurde in den 1960er Jahren noch mit 11.000 angegeben, aus den 1992 übergebenen Dokumenten ergab sich die Zahl von 13.200 hier Bestatteten. Außer während der Kämpfe um Berlin gefallenen Soldaten sind im hinteren Teil auch Kriegsgefangene begraben. Für sie gibt es hinter dem Obelisken auch eine Gedenktafel. Das ist insofern eine Besonderheit, als sowjetische Kriegsgefangene unter Josef Stalin pauschal als potentielle Kollaborateure gesehen wurden. Die Differenz in den Angaben der hier Beigesetzten ergibt sich auch durch hier bestattete verstorbene Kriegsgefangenen aus den umliegenden Lagern.
Im Süden wird die Schönholzer Heide durch die Hermann-Hesse-Straße begrenzt. Als Teil der vormaligen Waldfläche der „Schönhauser Fichten“ schließen sich der Städtische Friedhof Pankow III und der Bürgerpark an.
Am 24. April 2024 wurde am ehemaligen "Luna Bunker" eine Gedenktafel eingeweiht, die an das Zwangsarbeitslager erinnert.

## Zwischen 1950 und 1990
Mitte der 1950er Jahre beschloss die Ratsversammlung Pankow, die Schönholzer Heide als Vergnügungs- und Erholungsort wieder zu beleben, was jedoch vor allem aus zwei Gründen scheiterte: Zum einen widersprach die Präsenz von Kriegsgräbern der Idee eines Erholungsortes, zum anderen befand sich die Schönholzer Heide in unmittelbarer Nähe der Grenze zu West-Berlin. Nach dem Mauerbau 1961 lag der Bahnhof Wilhelmsruh auf West-Berliner Seite. Der Bahnhof Schönholz steht auch auf West-Berliner Gebiet und die Strecke gehörte zum westlichen S-Bahn-Netz. Er war daher nur zur West-Berliner Seite geöffnet. Für Ost-Berliner erschwerte sich die Anreise und die Schönholzer Heide verlor, sicher auch aufgrund ihrer Nähe zu den Grenzanlagen, rasch ihre Bedeutung als Ausflugsziel. So wurde zwar am 15. August 1956 die Freilichtbühne Heide-Theater mit 2500 Sitzplätzen im südlichen Teil des Parks eröffnet, jedoch nach dem Mauerbau bereits wieder geschlossen.

## Situation seit den 1990er Jahren
Nach dem  Mauerfall gewann die Schönholzer Heide zunehmend an Bedeutung als Naherholungsgebiet. Durch die gesamte Heide führt seit dem Beginn des 21. Jahrhunderts ein Naturlehrpfad, es gibt Liegewiesen, einen Abenteuerspielplatz und einen Fußballplatz. Das Trommlerfest Rakatak findet seit 1995 jährlich im Juni in der Schönholzer Heide statt. Auf diesem Fest in der Schießanlage werden jedes Jahr Perkussionsinstrumente aus verschiedenen Nationalitäten und mit unterschiedlicher Rhythmik aufgeführt. Im Gelände der Schönholzer Heide (nordwestlich der Friedhofsgelände, südlich der Gedenkstätte für die gefallenen sowjetischen Soldaten) ist eine Platane als Naturdenkmal ausgewiesen.

## Verkehr
Die Schönholzer Heide ist mit der S-Bahn vom Bahnhof Schönholz oder vom Bahnhof Berlin-Wilhelmsruh zu erreichen, auch Busse der Berliner Verkehrsbetriebe verkehren an den Randstraßen.
Bis zum Bau der Berliner Mauer 1961 war der Park auch mit den Straßenbahnen der Linien 19 und 88 erreichbar.

## Rezeption
- Eine weitläufige Grünanlage um ein 1927 errichtetes Altersheim (vom Stifter, dem Stadtrat Krug als Altersversorgungsanstalt oder als Hospital vorgegeben) im Ortsteil Niederschönhausen in der Nähe des Heinrich-Mann-Platzes dient seit den 1990er Jahren als Seniorenwohnanlage. Zum Betreiben wurde 1996 vom Diakonischen Werk und dem Senat von Berlin die Stiftung Schönholzer Heide gegründet.[10]
- An den Vergnügungspark erinnert die dritte Strophe des bekannten, im Berliner Volksmund gehaltenen Gassenhauers Bolle reiste jüngst zu Pfingsten:

Auf der Schönholzer Heide,

Da jab’s ’ne Keilerei,

Und Bolle, jar nicht feige,

War mittenmang dabei,

Hat’s Messer rausgezogen

Und fünfe massakriert.

Aber dennoch hat sich Bolle

Janz köstlich amüsiert.